# Sheikh Jamal
Sheikh Jamal né le 28 avril 1954 à Tungipara, dans le district de Gopalganj, au Bengale oriental (aujourd'hui au Bangladesh) et mort assassiné le 15 août 1975 à Dacca, au Bangladesh, était le deuxième fils de Sheikh Fazilatunnesa Mujib et Sheikh Mujibur Rahman, le premier président du Bangladesh,.

## Jeunesse
Jamal est né à Tungipara, Gopalganj, le 28 avril 1954. Son père est Sheikh Mujib et sa mère Sheikh Fazilatunnesa Mujib. C'est leur deuxième fils après Sheikh Kamal. Il a combattu lors de la guerre de libération du Bangladesh, en 1971. Sa sœur, Sheikh Hasina, a été plusieurs fois premier ministre du Bangladesh.
Sheikh Jamal, après une période d'études au Bangladesh Air Force Shaheen College (en), a terminé ses études au Dhaka Residential Model College (en) à Dhaka. Il a réussi le Higher Secondary School Certificate (en)de l'université de Dhaka. Il a appris à jouer de la guitare dans une institution musicale et était aussi un bon joueur de cricket.

## Carrière
Détenu avec sa mère et d'autres membres de sa famille dans une maison de Dhanmondi pendant la guerre de libération en 1971, Jamal a trouvé le moyen de s'échapper et de traverser vers une zone libérée, où il a rejoint la lutte pour libérer le pays. Alors qu'il était étudiant au Collège Dhaka, Jamal s'est rendu en Yougoslavie pour suivre une formation militaire sous les auspices de l'armée yougoslave. Par la suite, il s'est entraîné à l'Académie militaire royale de Sandhurst, en Grande-Bretagne. Il s'est engagé dans l'armée du Bangladesh en tant que sous-lieutenant dans le régiment du Bengale oriental,,.

## Mort et héritage
Jamal et son épouse Rosy ont été tués avec d'autres membres de sa famille lors de l'assassinat du Sheikh Mujibur Rahman, son père. Le club sportif professionnel Sheikh Jamal Dhanmondi Club porte son nom. Le stade Sheikh Jamal dans la ville de Faridpur a été nommé en son honneur.